# Chengjiang
El xian de Chengjiang (xinès: oficialment 澂江县; sovint escrit com 澄江县; pinyin: Chéngjiāng Xiàn; anteriorment, Tchinkiang) es troba a Yuxi, província de Yunnan, Xina, just al nord del llac Fuxian.
Dins de la biologia de l'evolució, i especialment la paleontologia, el xian de Chengjiang és conegut pels fòssils de teixits tous, dels Esquists de Maotianshan, datats entre fa 525 i 520 milions d'anys, durant l'explosió cambriana, que "són tan espectaculars com la fauna de Burgess Shale, i significativament més vells". Aquests fòssils es consideren dels més importants trobats al segle xx. No només contenen un exquisit grau de detall, sinó que també abasten una fauna bastant diversa, i són molt significatius a l'hora d'intentar comprendre l'evolució de la vida a la Terra.
Situat en una zona de turons de la província de Yunnan, aquest lloc de 512 hectàrees és tot un arxiu fossilífer complet d'un conjunt d'espècies marines del Cambrià inferior. La biota del lloc, excepcionalment preservada, mostra l'anatomia dels teixits durs i tous d'una gran varietat d'organismes, tant vertebrats com invertebrats. El lloc constitueix un testimoni del remot establiment d'un ecosistema marí complex. S'han trobat en ell 16 fila porífers, tot un seguit de grups enigmàtics i unes 196 espècies que constitueixen un testimoni excepcional de la ràpida diversificació de la vida a la Terra fa uns 530 milions anys, quan van començar a aparèixer gairebé tots els grups importants de animals actuals. El lloc ofereix un panorama paleobiològic de gran importància per a la investigació científica.
Els fòssils van ser descoberts per Henri Mansuy i Jaques Deprat, que els van descriure l'any 1912, l'any posterior a les primeres publicacions de Charles Walcott sobre Burgess Shale. No va ser fins a 1984 quan es va posar en evidència el veritable significat de la paleontologia de la regió, per l'obra de Hou Xian-guang, un professor de la universitat de Yunán, Kunming, on és el director del centre de recerca de la biota de Chengjiang. Prèviament va ser professor a l'Institut Paleontològic, Acadèmia de Ciències de la Xina, Nanquín.
Chengjiang és un xian poc desenvolupat, que té rics dipòsits de fosfats per damunt i per sota de la formació que sosté el lagerstätte. Han estat explotats en part a través dels esforços que van començar aproximadament al mateix temps que Hou Xian-guang va descobrir els dipòsits que tenen aquests fòssils excepcionals, amb la mineria de fosfats representant 2/3 dels ingressos del xian a l'any 2003. S'han fet esforços per tancar la regió a la mineria en un intent de reforçar la consideració del xian com a lloc Patrimoni de la Humanitat, donada la importància científica dels fòssils. A conseqüència d'això es van renovar els esforços miners a la regió, que van amenaçar als estrats en els quals es troben els fòssils a causa de l'erosió, o l'amenaça de desplomar-se per sobrecàrrega, o simple destrucció per l'activitat minera. El xian de Chengjiang s'enfronta al dilema entre la conservació del tresor de fòssils del primer Cambrià del que són guardians i el desenvolupament econòmic mitjançant la indústria de fosfats, i la dificultat de trobar l'equilibri entre l'explotació i la restauració de la terra mentre això encara sigui possible.

## Galeria de fòssils

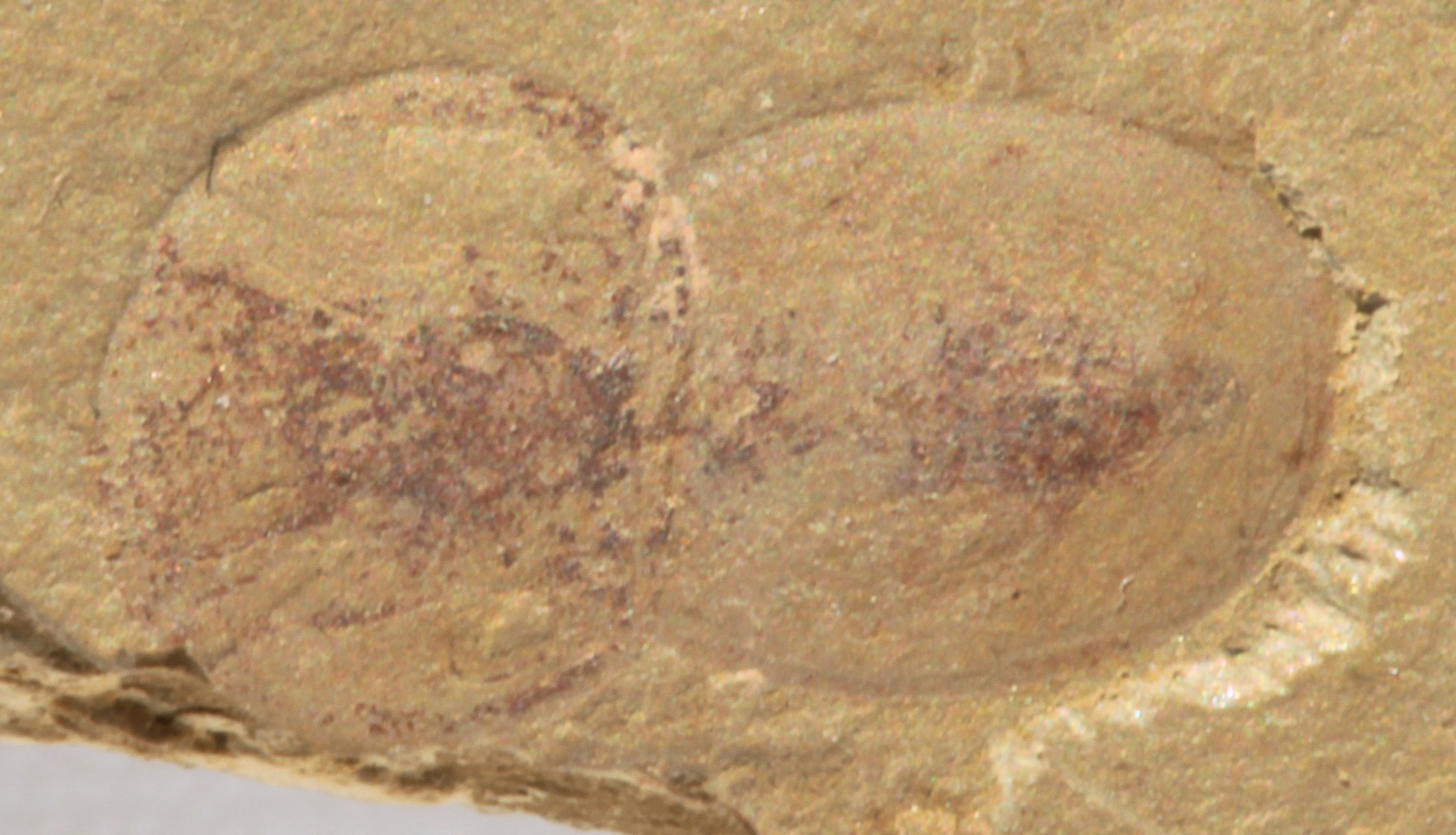
Misszhouia longicaudata
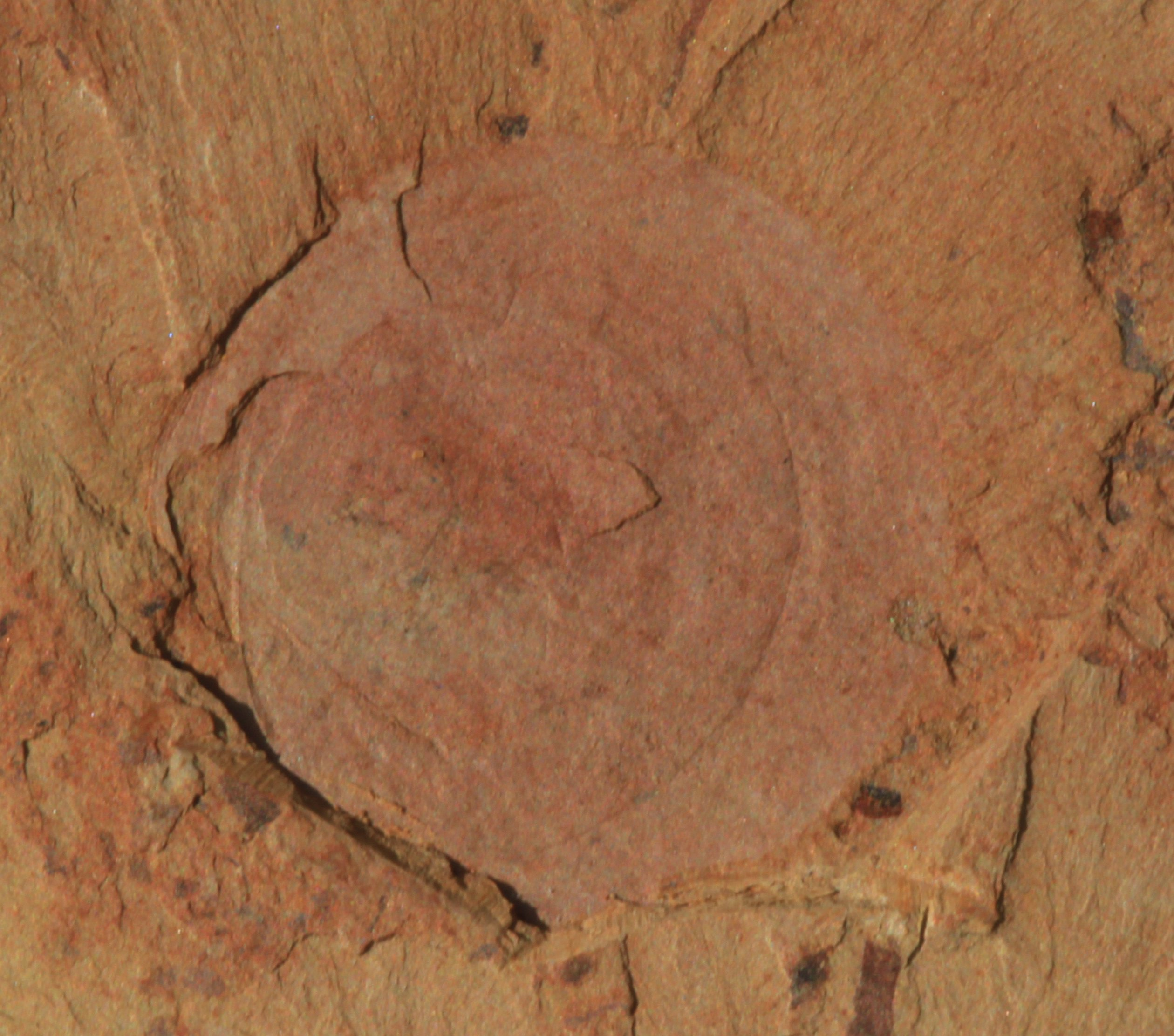
Heliomedusa orienta
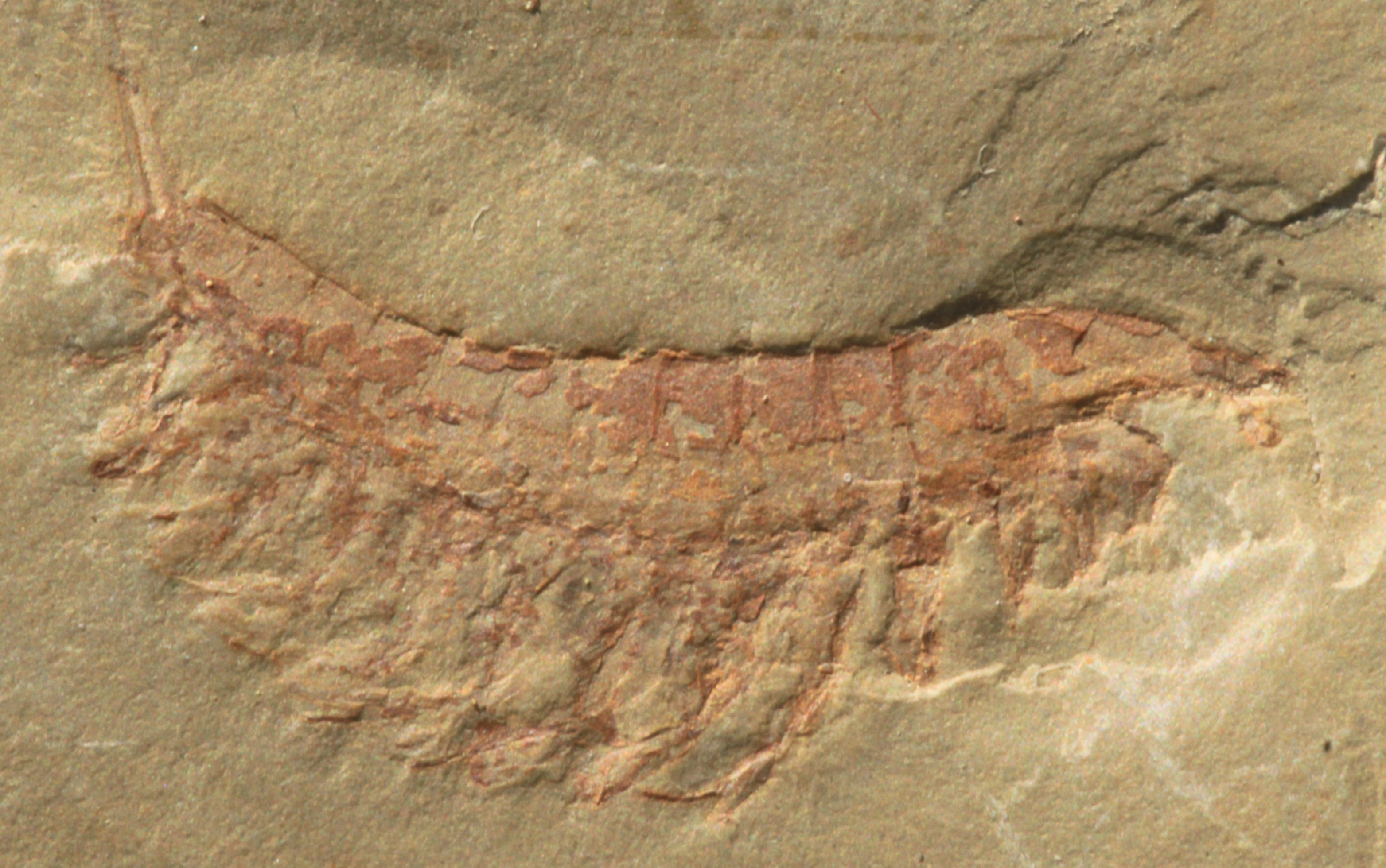
Leanchoilia illecebrosa
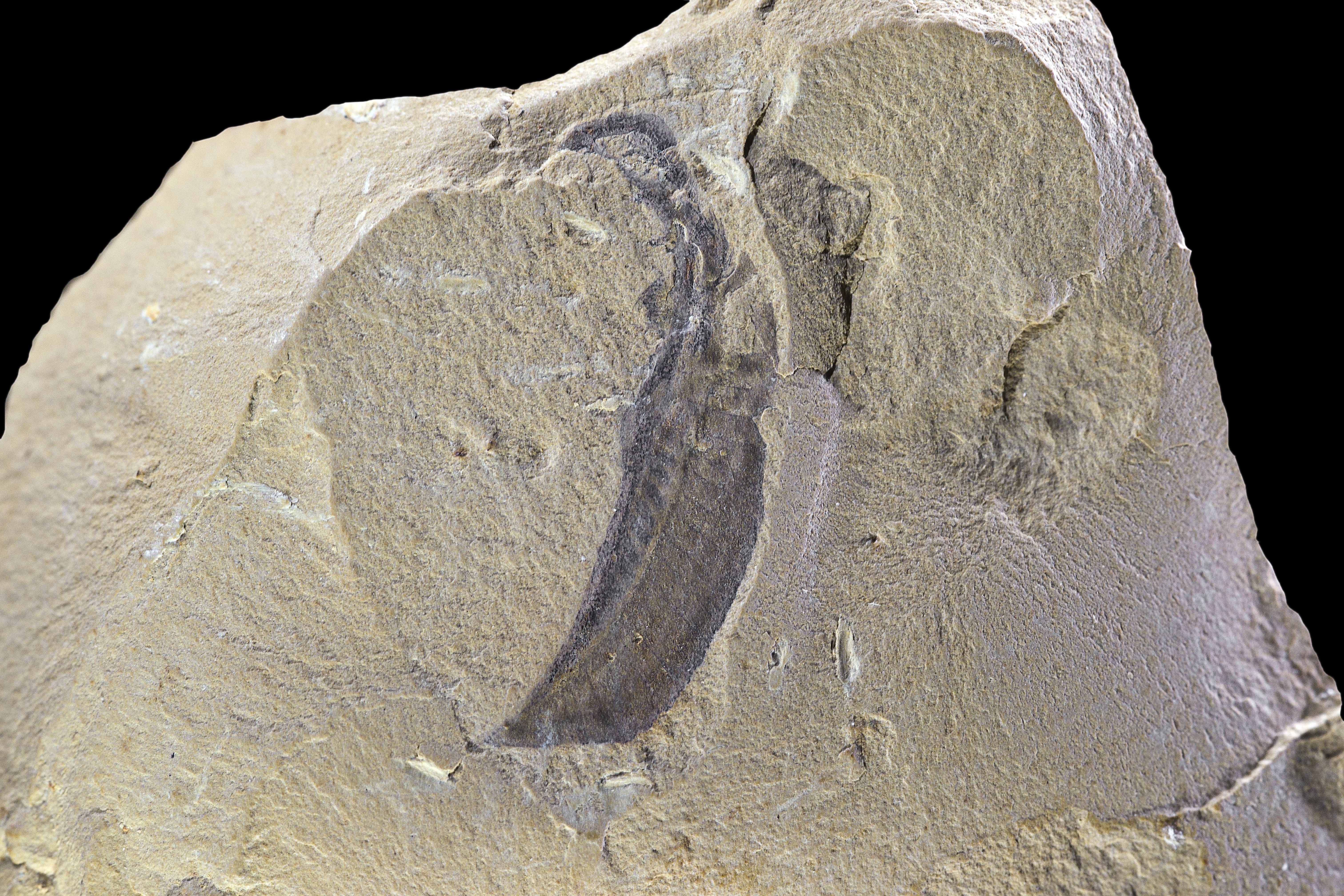
Haikouella lanceolata